# Mont Nimba
Le mont Nimba est une montagne s'élevant à 1 752 m d'altitude dans le Sud-Est de la Guinée, dont il constitue le point culminant, et dans l'Ouest de la Côte d'Ivoire. Il est riche en minerai de fer. Dans son prolongement, au sud-ouest, se trouve le mont Richard-Molard (env. 1 280 m), qui constitue le tripoint entre ces deux pays et le Liberia.

## Biodiversité et classements

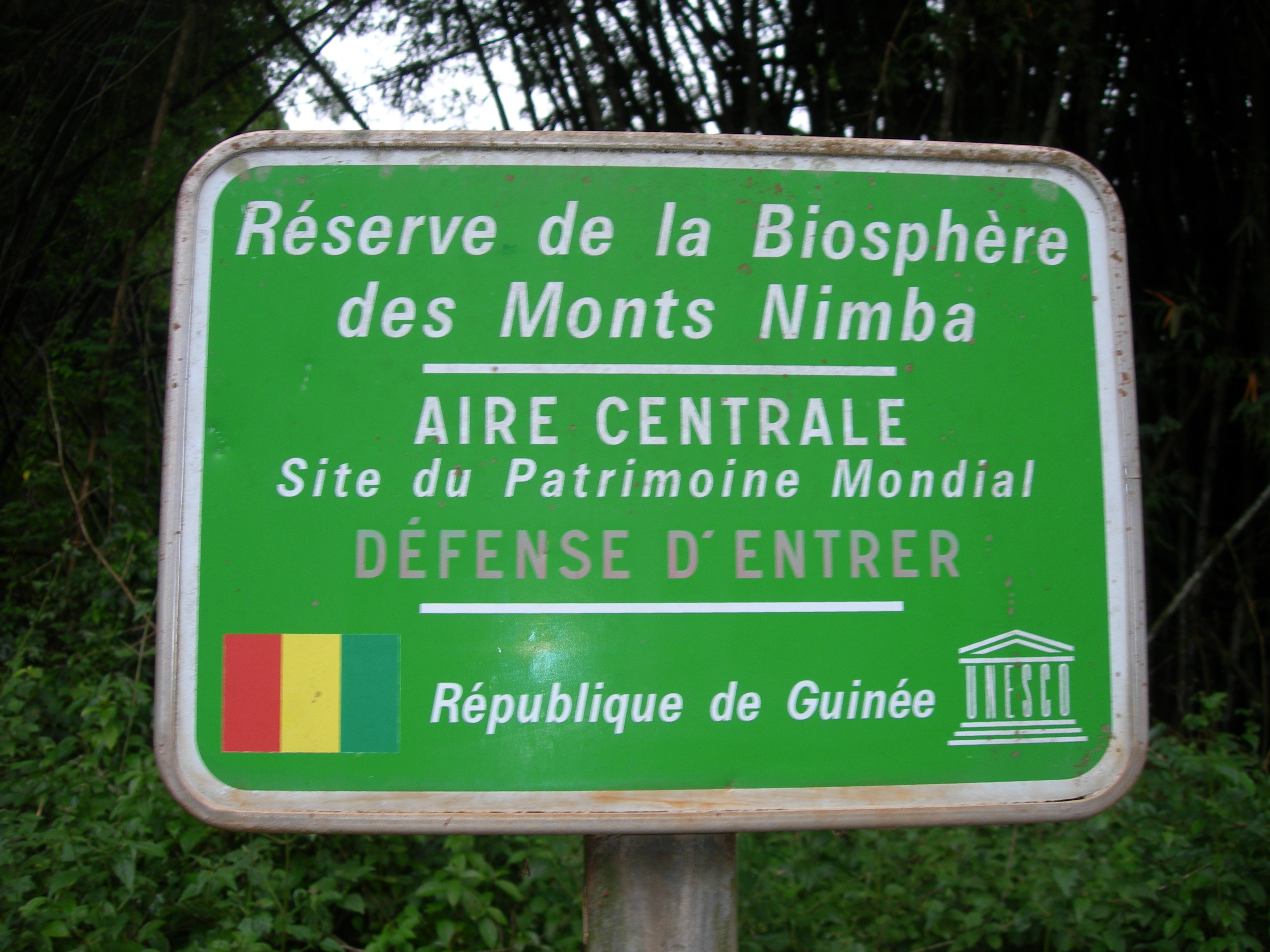
Panneau signalétique de la réserve de biosphère des Monts Nimba, côté guinéen. La défense de toute activité humaine (y compris le tourisme) est le gage que les richesses et le fonctionnement sauvage de la forêt seront préservés.

Dominant les savanes environnantes, le mont Nimba est une zone de grande richesse écologique. Ses flancs sont couverts de forêts denses classés par le WWF en forêts d'altitude guinéennes et ses sommets d'alpages de graminées qui ont attiré l'attention des naturalistes qui ont consacré dès la période coloniale d'importantes études à la flore et à la faune. La réserve naturelle intégrale du Mont Nimba créée en 1944, est classée depuis 1981 réserve de biosphère et site du patrimoine mondial de l'UNESCO ainsi que zone importante pour la conservation des oiseaux.

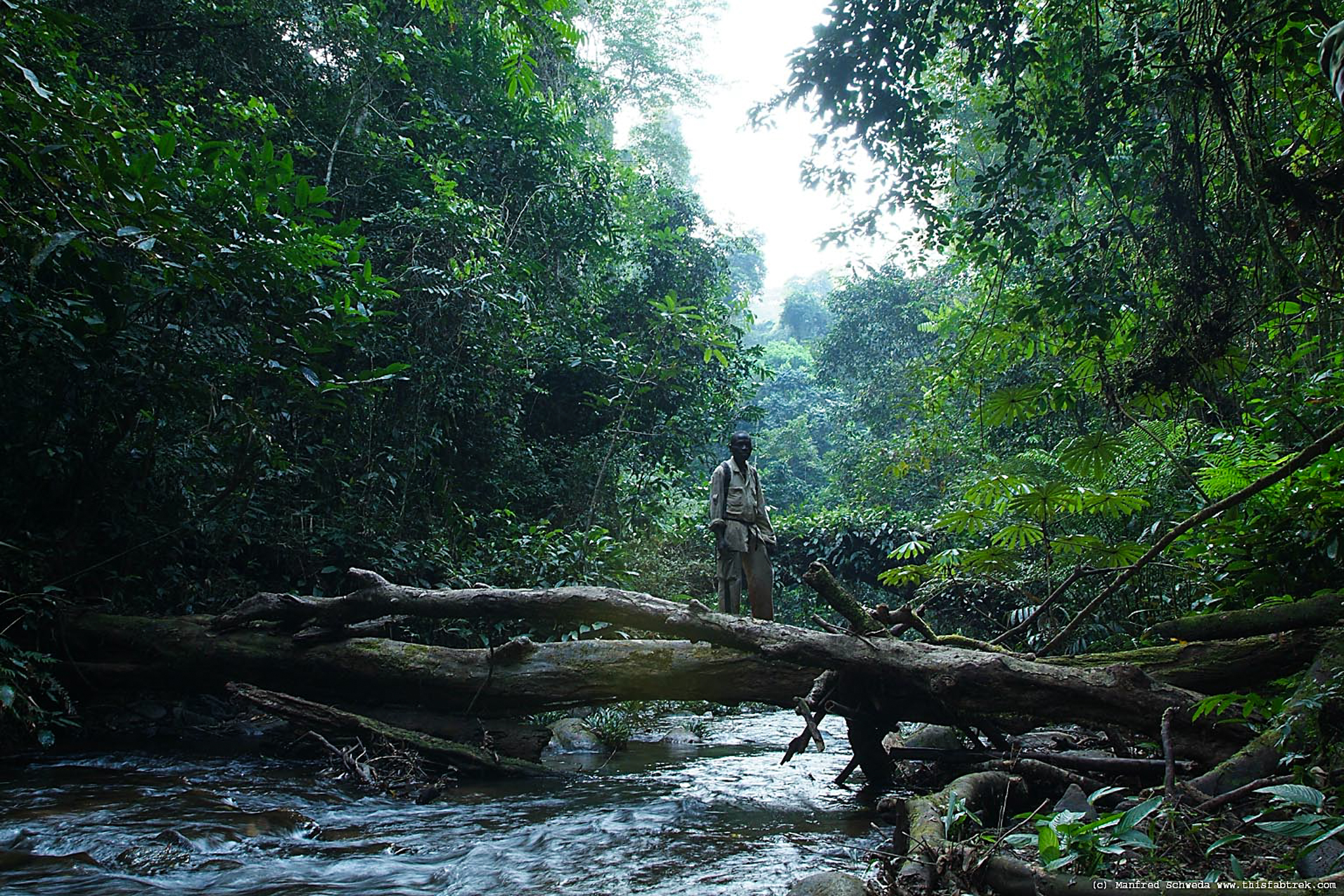
Forêt primaire typique des vallées du mont Nimba.
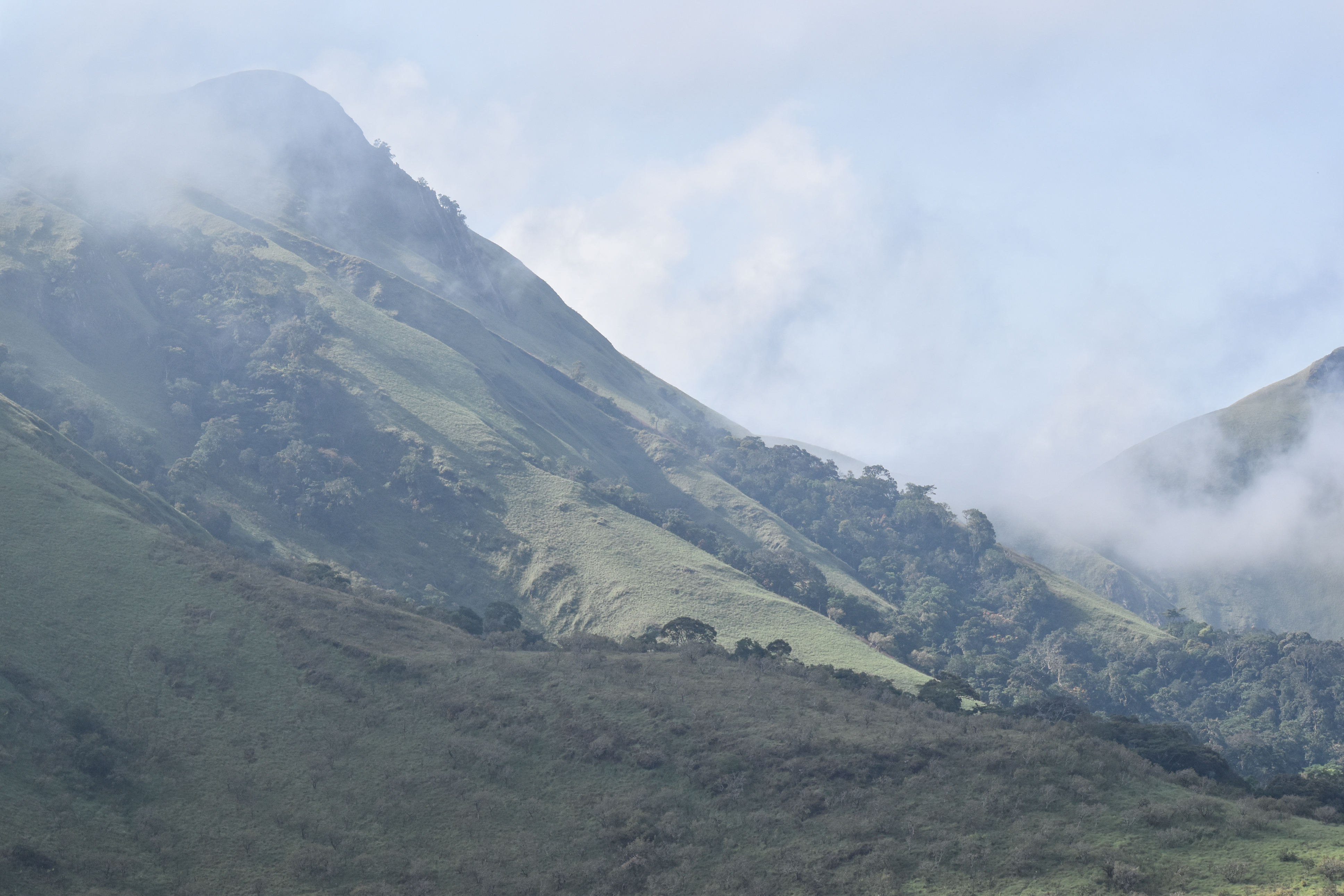
À mesure que l'on gagne en altitude, la flore change : la forêt équatoriale humide laisse place à une flore de montagne (beaucoup plus rase).
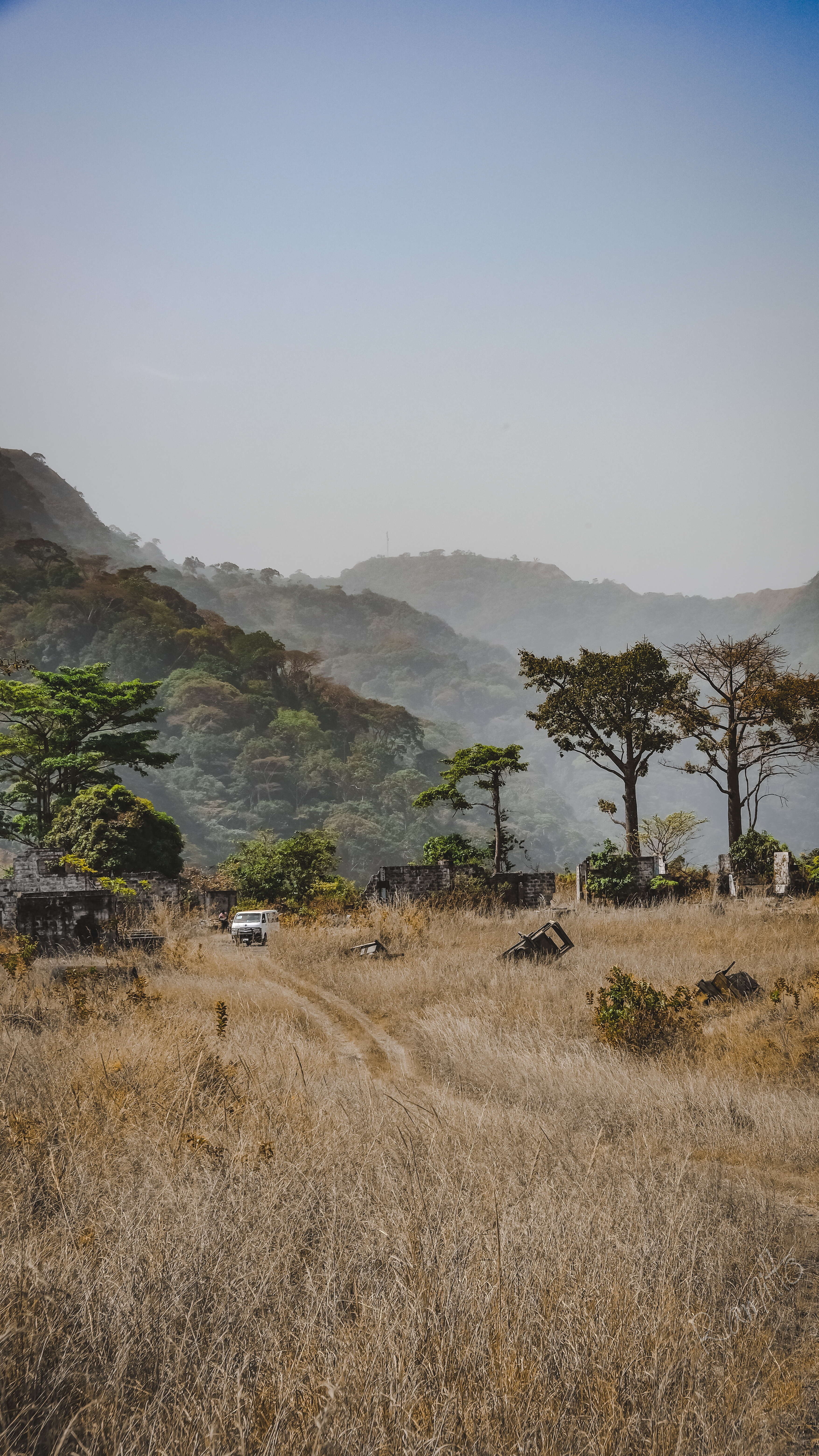
Ancien site humain (ruines) sur un replat, à la saison sèche.
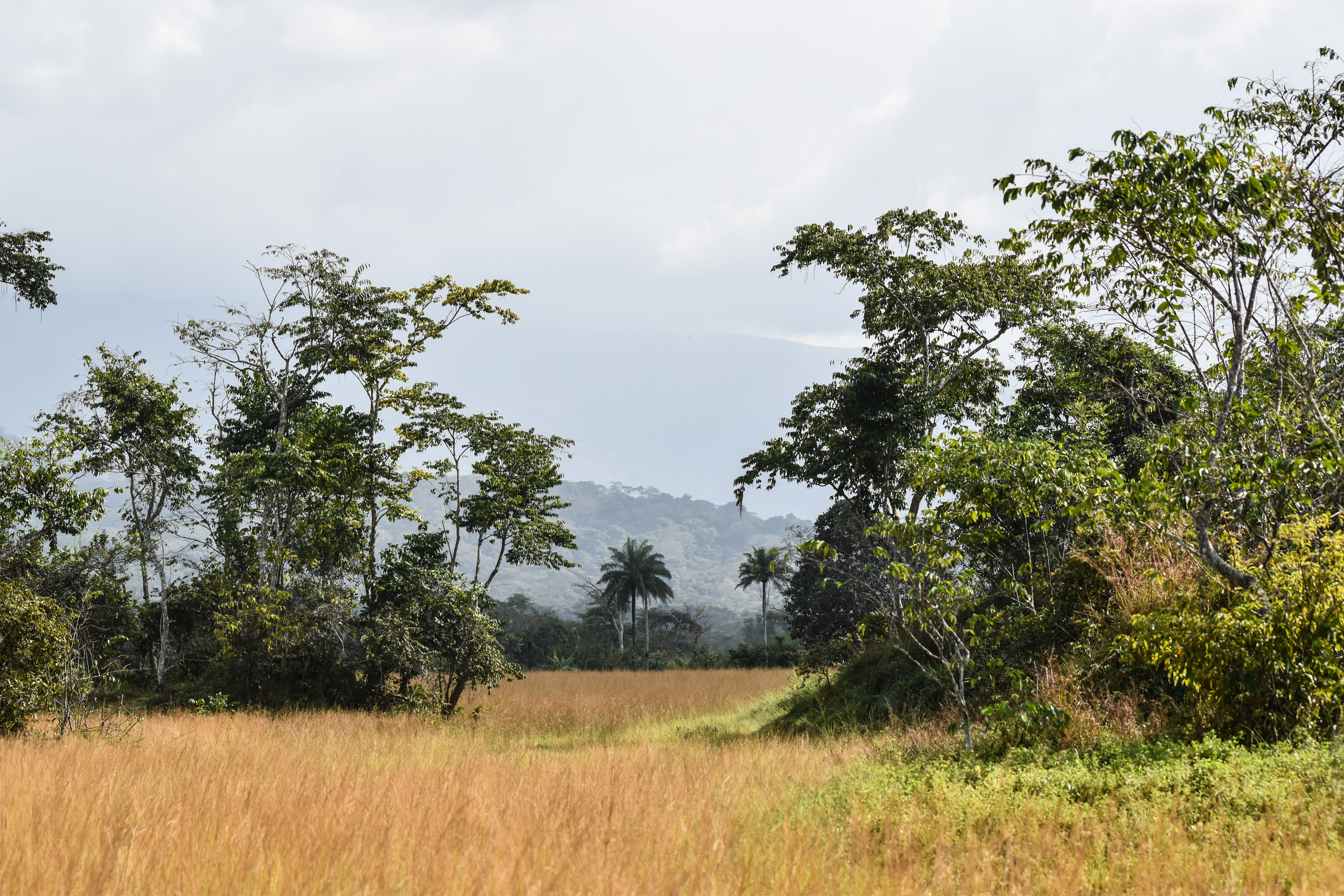
Des paysages de savane sont courants sur les plateaux et replats, où l'eau devient plus rare.
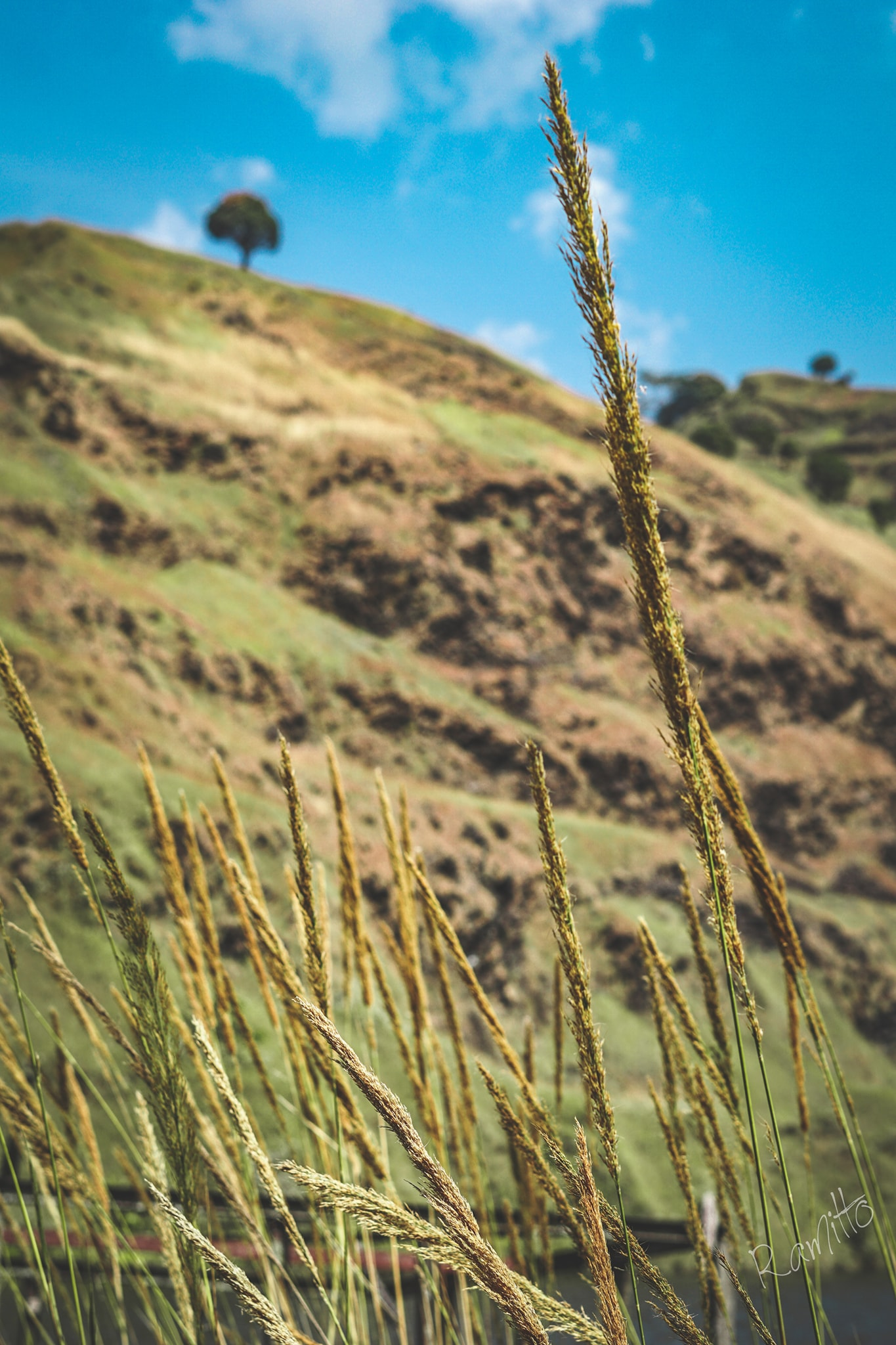
Sur les pentes, on rencontre des graminées.
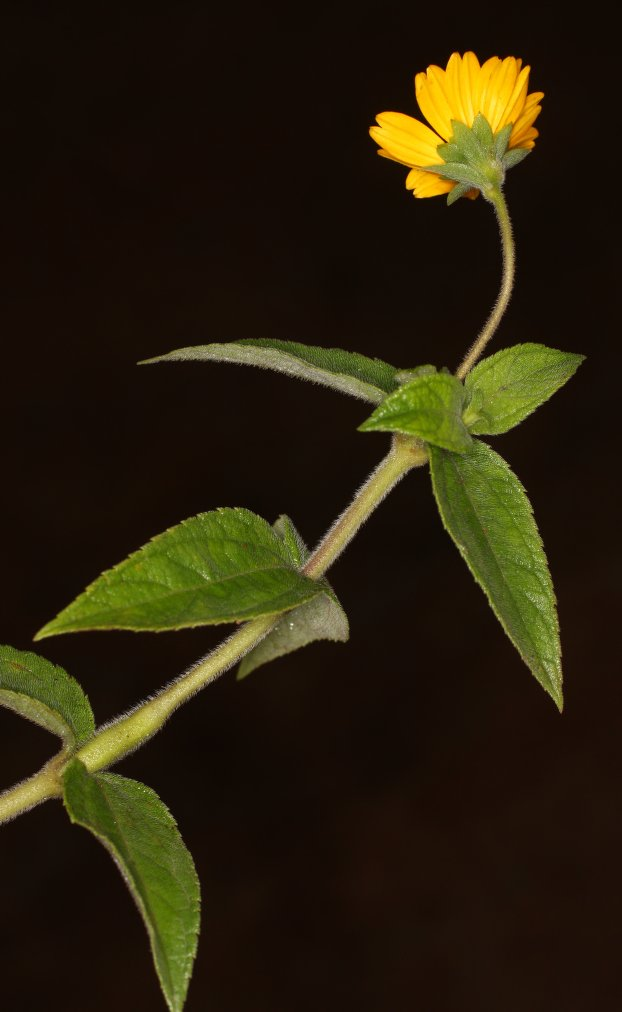
Aspilia africana, une astéracée, côté guinéen.

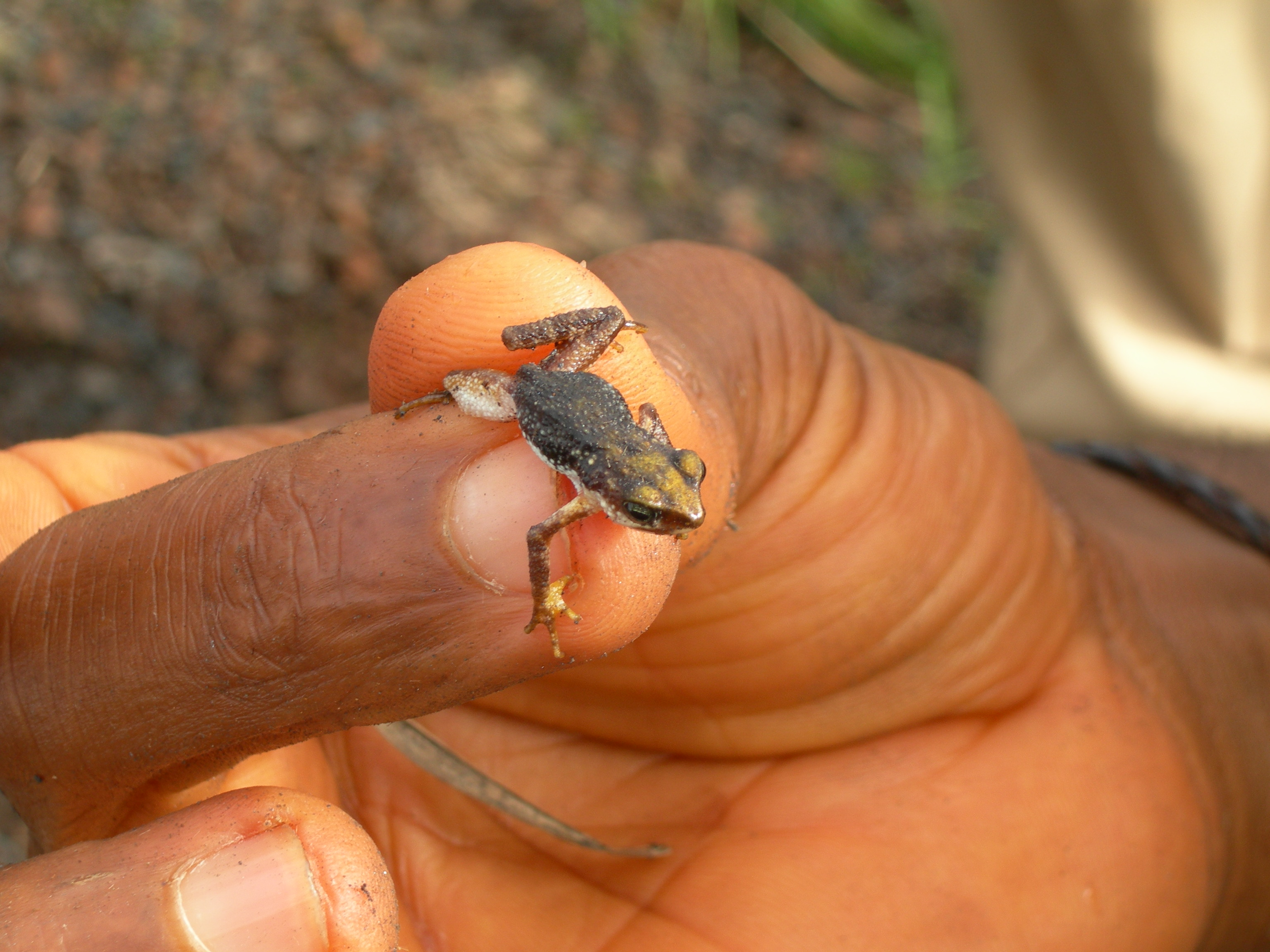
Grenouille, dans la réserve naturelle intégrale du Mont Nimba.
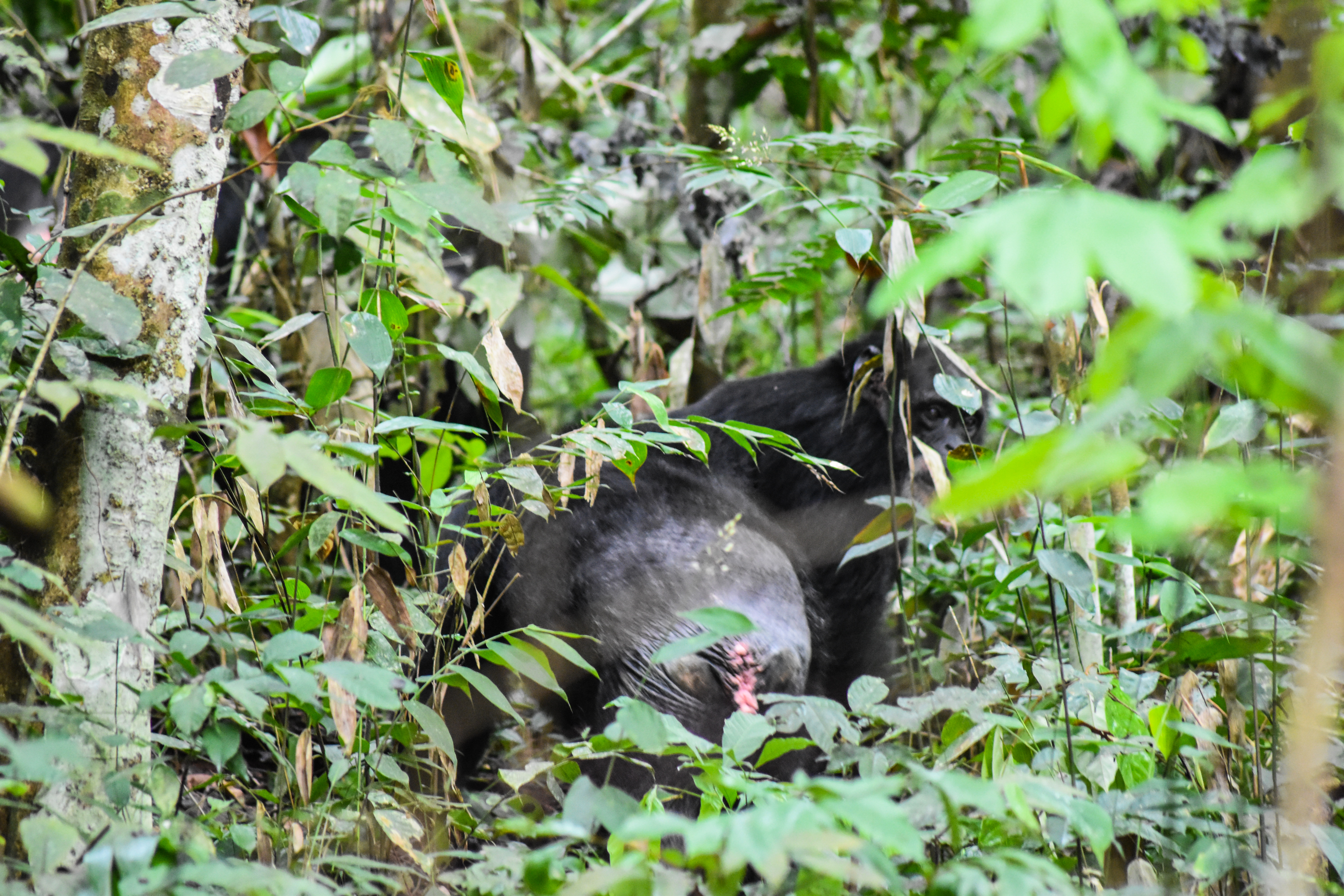
Chimpanzé du mont Nimba.

## Gisement de fer
À la fin des années 1980, la Guinée a exprimé son désir d’exploiter les gisements de fer du Nimba, suscitant l’inquiétude des organismes de conservation internationaux. L'octroi de la concession minière a été annoncé en 1992 et elle comprenait des parties du site du patrimoine mondial. Après que le Comité du patrimoine mondial a fait part de sa préoccupation concernant l'exploitation minière, il a été déclaré par l’État qu'il y avait eu une erreur dans la délimitation de l’aire centrale du mont Nimba lors de la proposition d'inscription du site sur la Liste du patrimoine mondial et que la zone proposée pour l'exploitation minière n'était pas considérée comme faisant partie du site classé. Cette même année, le mont Nimba fut inscrit sur la liste du patrimoine mondial en péril, à cause des projets miniers et de l’arrivée massive de réfugiés de guerre en provenance du Liberia.